# Гебжалия
Гебжалия — национальное блюдо грузинской кухни (прежде всего, мегрельской). Представляет собой рулетики из сыра с добавлением мяты.

## Ингредиенты
Гебжалия готовится из молодого несоленого имеретинского сыра или молодого сулугуни и мяты. Блюдо подаётся с мятно-молочным соусом из творожного сыра  надуги (аналог рикотты)   и молоком или мацони. В некоторых рецептах употребляются творог хачо и сыр чхинти; также допустима добавка  эстрагона, кинзы, чеснока, зелёного перца и даже перца чили. Соль добавляется по вкусу. 

## Приготовление
При готовке гебжалия имеет два крупных плюса: во первых, небольшое количество ингредиентов, во вторых — скорость приготовления: не более 15 минут.
Мята промывается в холодной воде, Листья или верхняя, нежная часть стебля вместе с листьями очень мелко рубится ножом (или подвергается блендированию). 3/4 мяты идёт в блюдо, остальное в соус к нему.
Молоко подогревается в кастрюле или сотейнике максимум до 55-60 градусов, после чего туда добавляют нарезанный ломтиками сыр. Есть и рецепт с обратной последовательностью, когда молоком заливаются брусочки сыра.  
Увеличив огонь, добиваются того, чтобы сыр расплавился, собравшись в один общий крупный комок. Этот комок перекладывается шумовкой на подготовленный поднос сыр и раскатывается его в тонкий пласт (при этом подливается горячее молоко). Далее излишки молока из подноса сливаются, а на получившийся. сырный блин кладут мяту. Блин сворачивается в рулет и нарезается кусочками по 4-5 см. Существует и альтернативный рецепт, в котором делаются два рулета с разными начинками (например, хачо с мятой и чхинти с мятой). 
Для соуса в мацони добавляется оставшаяся измельченная мята, и этим соусом заливаются кусочки гебжалии. Блюдо подаётся к столу, когда оно настоится вместе с соусом.